# Naamcha
Naamcha este un oraș în Mozambic.

## Orașe înfrățite
- Sintra, Portugalia